# マタゴルダ郡 (テキサス州)
マタゴルダ郡（Matagorda County）は、アメリカ合衆国テキサス州の郡。人口は36,702人（2010年）。郡庁所在地はベイシティである。

## 地理

### 主要なハイウェイ
- State Highway 35 (Texas)
- State Highway 60 (Texas)
- State Highway 71 (Texas)
- State Highway 111 (Texas)

### 近接の郡・地域
- ブラゾリア郡  (北東)
- メキシコ湾  (南東)
- カルホーン郡 (テキサス州)  (南西)
- ジャクソン郡 (テキサス州)  (西)
- ワートン郡 (テキサス州)  (北西)

## 都市・町
- ベイシティ
- Blessing
- Markham
- Palacios
- Van Vleck